# Seven (filme)
Seven (também grafado Se7en; prt: Sete Pecados Mortais; bra: Seven - Os Sete Crimes Capitais) é um filme estadunidense lançado em setembro de 1995 estrelado por Brad Pitt e Morgan Freeman e um dos mais importantes da filmografia do seu diretor David Fincher.

## Sinopse
O filme conta a história de dois policias — o jovem e impetuoso David Mills (Brad Pitt), que passou cinco anos na divisão de homicídios, e o maduro, culto e prestes a reformar-se William "Smiley" Somerset (Morgan Freeman) — que são encarregados de uma perigosa e intrigante investigação: um serial killer que baseia os seus assassinatos nos sete pecados capitais.

## Elenco
- Brad Pitt como Detetive David Mills
- Morgan Freeman como Detetive William Somerset
- Gwyneth Paltrow como Tracy Mills
- Kevin Spacey como John Doe
- R. Lee Ermey como Capitão da Polícia
- Richard Roundtree como o advogado Martin Talbot
- Richard Schiff como Mark Swarr
- Mark Boone Junior como o homem gorduroso do FBI
- Michael Massee como homem em cabine de salão de massagem
- Leland Orser como um homem louco em uma sala de massagens
- Julie Araskog como Sra. Gould
- John C. McGinley como Líder da SWAT Califórnia
- Hawthorne James como guarda noturno da Biblioteca George
- Bob Mack como Vítima da Gula
- Gene Borkan como Vítima da ganância
- Michael Reid MacKay como Vítima da preguiça
- Cat Mueller como Vítima da luxúria
- Heidi Schanz como Vítima do Orgulho

## Produção
Seven foi um trabalho importantíssimo na filmografia de David Fincher. Impulsionando o seu sucesso através da participação de um ator acarinhado pelo público, Brad Pitt, Seven permitiu a Fincher alcançar a desejada fama.
Neste trabalho Fincher assume as funções de director dando a todo o filme características identificativas do artista.
Fincher apresenta um trabalho muito aclamado no que diz respeito à conjugação dos vários elementos essenciais ao sucesso do filme, luz, som, tipografia etc.
A luz é trabalhada de uma forma exemplar por Fincher sendo através da mesma que o artista identifica o protagonismo a dar às várias personagens. De modo a vincar tal característica Fincher é também caracterizado pelo uso arriscado, mas eficaz de vários planos.

## Recepção
Se7en teve recepção geralmente favorável por parte da crítica especializada. Em base de 20 avaliações profissionais, alcançou uma pontuação de 65% no Metacritic.

## Prémios e nomeações

### Prêmios
- Vencedor do "MTV Movie Awards" de Melhor Filme, Melhor Vilão (Kevin Spacey) e de O Homem Mais Desejável para Brad Pitt.

### Nomeações
- Indicado ao Óscar de Melhor Edição.
- Indicado ao BAFTA de Melhor Roteiro Original.
- Indicado ao MTV Movie Awards de Melhor Dupla Brad Pitt e Morgan Freeman.